# Ralfkopf
Ralfkopf – szczyt w grupie Schobergruppe, w Wysokich Taurach w Alpach Wschodnich. Leży w Austrii, we Wschodnim Tyrolu. Sąsiaduje ze szczytami Debantgrat i Glödis.
Pierwszego wejścia, 24 lipca 1890 r., dokonał Ludwig Purtscheller.